# David Lemon
David Lemon –conocido como Dave Lemon– (Belfast, 14 de junio de 1969) es un deportista británico que compitió en remo. Ganó tres medallas en el Campeonato Mundial de Remo entre los años 1994 y 1997.

## Palmarés internacional
| Campeonato Mundial | Campeonato Mundial            | Campeonato Mundial | Campeonato Mundial      |
| Año                | Lugar                         | Medalla            | Prueba                  |
| ------------------ | ----------------------------- | ------------------ | ----------------------- |
| 1994               | Indianápolis (Estados Unidos) | Medalla de oro     | Ocho con timonel ligero |
| 1995               | Tampere (Finlandia)           | Medalla de plata   | Ocho con timonel ligero |
| 1997               | Aiguebelette (Francia)        | Medalla de plata   | Ocho con timonel ligero |